# Haplochromis serranus
Haplochromis serranus là một loài cá thuộc họ Cichlidae. Nó được tìm thấy ở Kenya, Tanzania, và Uganda. Môi trường sống tự nhiên của chúng là hồ nước ngọt. Nó ngày càng hiếm gặp do mất nơi sống.